# Agnieszka Glemp-Etavard
Agnieska Glemp Etavard, aussi appelée Agniès Etavard, née le 16 juillet 1978 à Bydgoszcz (Pologne) est une basketteuse en fauteuil roulant évoluant actuellement au Club trégorrois handisport de Lannion. Elle fait aussi partie de l'équipe de France de handibasket féminine et a représenté la France  aux Jeux paralympiques de Londres en 2012 et de Rio en 2016.

## Biographie
Elle est l'épouse de Franck Etavard, lui aussi joueur de basket-ball en fauteuil roulant au CTH Lannion et de l'équipe de France féminine.

## Carrière internationale
En tant que membre de l'équipe nationale de handibasket, Agnieska a participé aux compétitions suivantes :
- 2005 : Championnat d'Europe
- 2006 : Championnat du Monde, 8e
- 2007 : Championnat d'Europe, 5e
- 2009 : Championnat d'Europe, 4e
- 2011 : Championnat d'Europe, 4e
- 2012 : Jeux paralympiques de Londres
- 2016 : Jeux paralympiques de Rio, 7e

## Carrière nationale
- 2011 : Championne de France Nationale 1B